# D-β-Hydroxybutyrat-Dehydrogenase
D-β-Hydroxybutyrat–Dehydrogenase (BDH) heißen Enzyme, die die gegenseitige Umwandlung von Acetoacetat in D-β-Hydroxybutyrat und umgekehrt katalysieren. Dieses Reaktionsgleichgewicht ist notwendig für den Aufbau des Ketokörpers D-β-Hydroxybutyrat in der Leber von Säugetieren, und dessen Abbau im Gewebe. Von BDH sind zwei paraloge Isoformen bekannt, BDH1 (codiert auf Chromosom 3) ist in den Mitochondrien und BDH2 (codiert auf Chromosom 4) im Cytosol lokalisiert.
Auch in manchen Bakterien ist BDH zu finden. Sie befähigt u. a. spezielle Acidovorax- und Ralstonia pickettii-Stämme, den Kunststoff Polyhydroxybuttersäure abzubauen. BDH kann außerdem zur schnellen Messung des Ketokörper-Gehalts im Blut verwendet werden.
Die Aminosäuresequenz der BDH ist zu zwei Dritteln mit der der kurzkettigen Alkoholdehydrogenasen identisch. Betrachtet man die Strukturen, dann unterscheidet sie sich lediglich in der substrat-bindenden Domäne und der Phospholipid-Bindungsstelle.

## Katalysiertes Gleichgewicht
+ NADH/H+ ⇔  + NAD+
Acetoacetat und D-β-Hydroxybutyrat gehen ineinander über. Erforderlich für die allosterische Aktivierung der enzymatischen Aktivität der BDH ist Phosphatidylcholin.